# Christa Vahlensieck
Christa Vahlensieck (née:Kofferschläger: Dusseldorf, 27 de maio de 1949) é uma ex-fundista alemã e uma das pioneiras e recordistas em maratonas femininas. Em sua carreira de atleta, a Alemanha estava geográfica e politicamente dividida e ela sempre representou a Alemanha Ocidental em torneios internacionais. 

## Carreira
Em 23 de outubro de 1973, em Waldniel, ela se tornou a primeira alemã a correr a maratona em menos de três horas – 2:59:26 – ainda com seu nome de solteira, Christa Kofferschläger. Em abril do ano seguinte, marcou outro recorde alemão na Maratona de Boston, com o tempo de 2:53:00, também recorde europeu. No mesmo ano, venceu a Maratona de Essen em 2:42:38, mas seu tempo não foi reconhecido como recorde mundial porque descobriu-se que o percurso tinha 745 m a menos que a distância oficial de 42,195 km.
Em 3 de maio de 1975, Christa conquistou seu primeiro recorde mundial na maratona, vencendo a Maratona de Dülmen, na Westfália, com 2:40:16, tomando o recorde da compatriota Liane Winter, que havia conseguido 2:42:24 apenas quinze dias antes na Maratona de Boston, a primeira vez que um recorde mundial feminino foi registrado na tradicional maratona norte-americana. Dois anos depois, ela conseguiu um segundo recorde mundial, vencendo a Maratona de Berlim em 2:34:48.
Esteve no Brasil para a primeira edição da Corrida de São Silvestre que permitiu a participação de mulheres, a partir de 1975, e venceu a prova, repetindo a conquista no ano seguinte.
Competiu pela Alemanha Ocidental no primeiro Campeonato Mundial de Atletismo, realizado em Helsinque, na Finlândia, em 1983 ficando com a 19ª colocação na maratona. Em sua carreira, entre 1973 e 1989, Christa venceu 21 maratonas, cinco vezes a de Košice, na Eslováquia, a mais antiga maratona europeia, e sua última vitória foi na Maratona de Viena de 1989, aos 40 anos.
Também fundista competindo em distâncias menores, em ruas e em pistas, conquistou recordes mundiais nos 10 000 m, 20 000 m e na Corrida de Uma Hora, em pista. Nas ruas, foi a recordista mundial dos 25 km e conquistou onze títulos nacionais da Alemanha Ocidental, na maratona, 25 km, 15 km e cross-country.